# ولادیمیر گراماتیکوف
ولادیمیر گراماتیکوف (روسی: Владимир Алeксандpoвич Грамматикoв؛ زادهٔ ۱ ژوئن ۱۹۴۲) فیلمساز و بازیگر اهل کشور اتحاد جماهیر شوروی سوسیالیستی (روسیه کنونی) است.
از فیلم‌هایی که وی در آن نقش داشته‌است می‌توان به خواننده روسی اشاره کرد.

## جوایز
او برندهٔ جایزهٔ نشان دوستی شده‌است.